# فيلي دونكان
فيلي دونكان (بالألمانية: Willie Duncan)‏ هو موسيقي ألماني، ولد في 20 أبريل 1955.

## وصلات خارجية
- فيلي دونكان على موقع ميوزك برينز (الإنجليزية)
- فيلي دونكان على موقع ديسكوغز (الإنجليزية)